# Batman Park

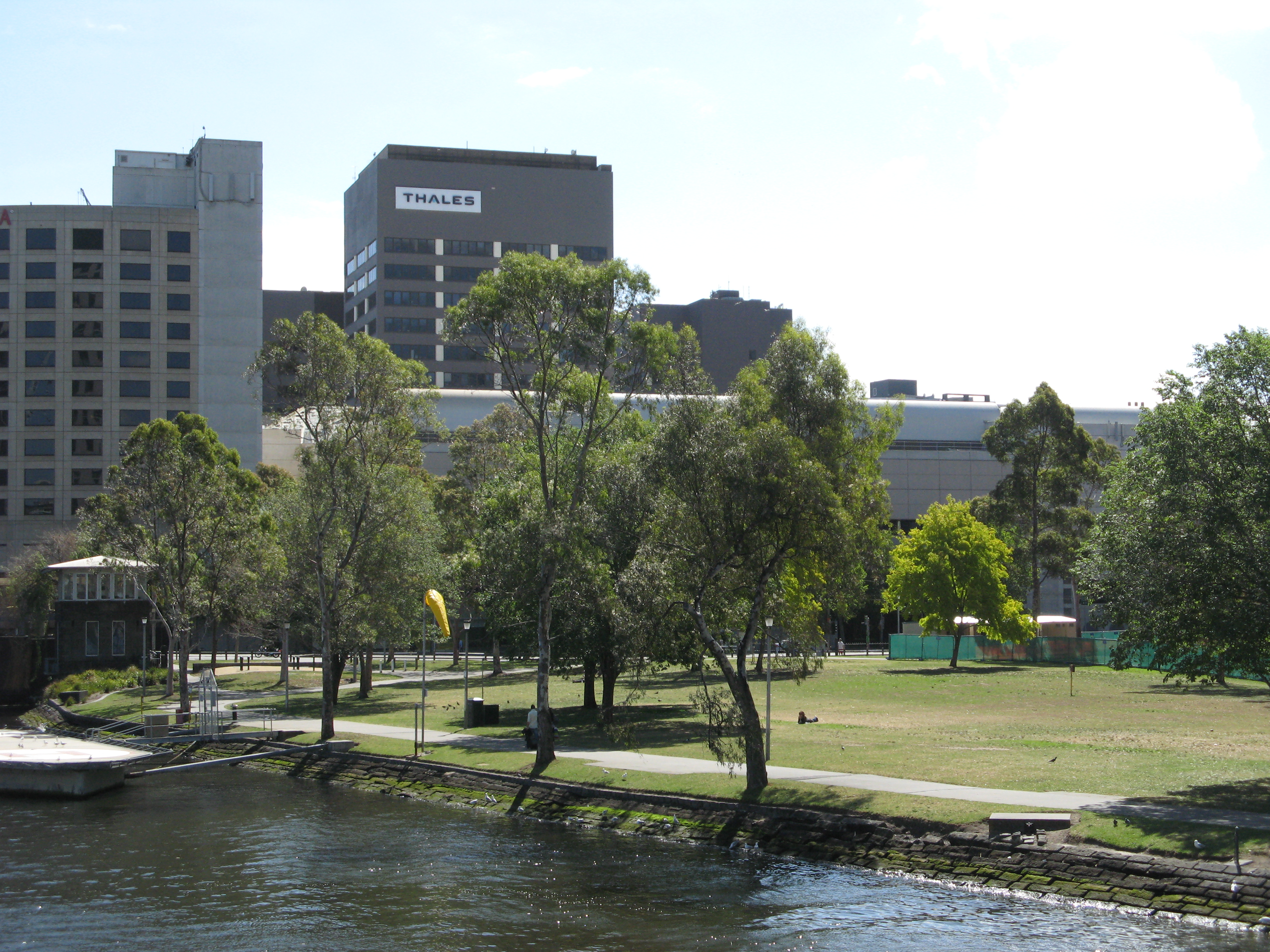
Batman Park, gezien vanaf de King Street Bridge.

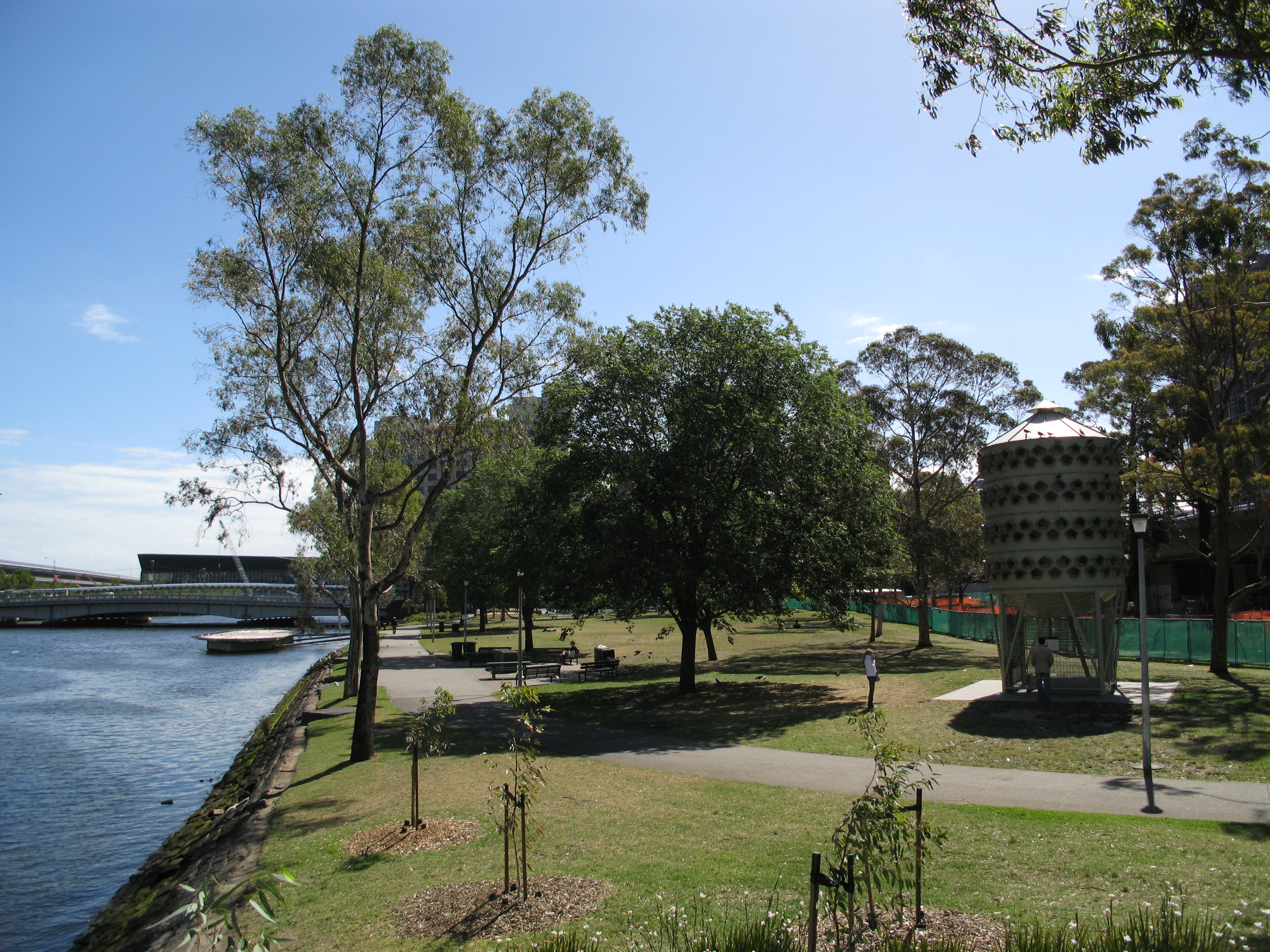
Batman Park.

Het Batman Park is een park in Melbourne, Australië. Het ligt aan de rivier de Yarra en de Flinders Street, tussen de kruispunten met de King Street en de Spencer Street. Het park is vernoemd naar John Batman. Naast het Batman Park ligt het Melbourne Aquarium. Het park ten oosten van het Melbourne Aquarium heet Enterprize Park, tevens de plek waar de eerste bewoners van Melbourne arriveerden.
Van 1981 tot 2002 stond in het Batman Park het werk Vault, bijgenaamd Yellow Peril, van kunstenaar Ron Robertson-Swann. Het staat sindsdien naast het Australian Centre for Contemporary Art.
In de noordoostelijke hoek van het park staat een grote duivenkast waar duiven hun nest kunnen maken. Deze is hier neergezet om de zandstenen gevels van (toeristische) gebouwen te beschermen tegen duivenpoep. De duiven bevinden zich met name in het Flinders Street Station, de Melbourne Town Hall, de Bourke Street Mall en oude gebouwen aan de Swanston Street en de Little Collins Street. Het heeft 70.000 Australische dollar gekost om deze duivenkast te bouwen. De duiveneieren worden door parkmedewerkers weggehaald en vervangen door plastic eieren om de duivenpopulatie te verminderen.
Op de rivier de Yarra bevindt zich een helikopterplatform dat toegankelijk is vanaf het Batman Park.